# Championnat du monde masculin de basket-ball des moins de 17 ans 2014
Cet article traite de l'épreuve masculine. Pour la compétition féminine, voir Championnat du monde de basket-ball féminin des moins de 17 ans 2014.
Navigation
Lituanie 2012 Espagne 2016
Le championnat du monde de basket-ball masculin des moins de 17 ans 2014 se déroule à Dubaï aux Émirats arabes unis du 8 au 16 août 2014. Il s'agit de la troisième édition de la compétition, instaurée en 2010. Les États-Unis, doubles tenants du titre conservent leur titre.

## Équipes participantes

### Qualifications
16 équipes, issues des championnats continentaux U16 de l'année passée, sont qualifiées pour le mondial U17. En plus des Émirats arabes unis, pays organisateur de l'événement, 5 pays européens, 4 pays américains, 3 pays asiatiques, 2 pays africains et 1 pays océanien sont qualifiés.
| Compétition                                 | Date                     | Lieu       | Places | Qualifiés                              |
| ------------------------------------------- | ------------------------ | ---------- | ------ | -------------------------------------- |
| Pays hôte                                   | -                        |            | 1      | Émirats arabes unis                    |
| Championnat d'Afrique U16 masculin 2013     | 28 juin - 7 juillet      | Madagascar | 2      | Angola Égypte                          |
| Championnat des Amériques U16 masculin 2013 | 11 - 15 juin             | Porto Rico | 4      | États-Unis Argentine Canada Porto Rico |
| Championnat d'Asie U16 masculin 2013        | 25 septembre - 4 octobre | Iran       | 3      | Chine Philippines Japon                |
| Championnat d'Europe U16 masculin 2013      | 8 - 18 août              | Ukraine    | 5      | Espagne Serbie Grèce Italie France     |
| Championnat d'Océanie U16 masculin 2013     |                          |            | 1      | Australie                              |
| Total                                       |                          |            | 16     |                                        |

### Composition des groupes
Les groupes sont composés de la manière suivante :
|   | Groupe A    | Groupe B  | Groupe C            | Groupe D  |
| - | ----------- | --------- | ------------------- | --------- |
| 1 | Angola      | Australie | Émirats arabes unis | Argentine |
| 2 | États-Unis  | Canada    | Espagne             | Chine     |
| 3 | Grèce       | France    | Italie              | Égypte    |
| 4 | Philippines | Japon     | Porto Rico          | Serbie    |

## Premier tour
Tous les pays engagés sont automatiquement qualifiés pour les huitièmes de finale.

### Groupe A
| Groupe A |             |     |   |   |     |     |      |
|          | Équipe      | Pts | G | P | PP  | PC  | Diff |
| 1        | États-Unis  | 6   | 3 | 0 | 306 | 193 | +113 |
| 2        | Grèce       | 5   | 2 | 1 | 220 | 199 | +21  |
| 3        | Angola      | 4   | 1 | 2 | 189 | 233 | -44  |
| 4        | Philippines | 3   | 0 | 3 | 201 | 291 | -90  |

| 8 août  | Angola      | 82  | 72 | Philippines |  |
| 8 août  | Grèce       | 73  | 83 | États-Unis  |  |
| 9 août  | États-Unis  | 99  | 56 | Angola      |  |
| 9 août  | Philippines | 65  | 85 | Grèce       |  |
| 11 août | Angola      | 51  | 62 | Grèce       |  |
| 11 août | États-Unis  | 124 | 64 | Philippines |  |

### Groupe B
| Groupe B |           |     |   |   |     |     |      |
|          | Équipe    | Pts | G | P | PP  | PC  | Diff |
| 1        | France    | 5   | 2 | 1 | 253 | 201 | +52  |
| 2        | Canada    | 5   | 2 | 1 | 247 | 202 | +45  |
| 3        | Australie | 5   | 2 | 1 | 255 | 250 | +5   |
| 4        | Japon     | 3   | 0 | 3 | 187 | 289 | -102 |

| 8 août  | Japon     | 84 | 97 | Australie | prolong. |
| 8 août  | France    | 76 | 66 | Canada    |          |
| 9 août  | Canada    | 96 | 52 | Japon     |          |
| 9 août  | Australie | 84 | 81 | France    |          |
| 11 août | Japon     | 51 | 96 | France    |          |
| 11 août | Canada    | 85 | 74 | Australie |          |

### Groupe C
| Groupe C |                     |     |   |   |     |     |      |
|          | Équipe              | Pts | G | P | PP  | PC  | Diff |
| 1        | Porto Rico          | 6   | 3 | 0 | 235 | 169 | +66  |
| 2        | Italie              | 5   | 2 | 1 | 236 | 140 | +96  |
| 3        | Espagne             | 4   | 1 | 2 | 253 | 158 | +95  |
| 4        | Émirats arabes unis | 3   | 0 | 3 | 112 | 369 | -257 |

| 8 août  | Porto Rico          | 67  | 65  | Espagne             |  |
| 8 août  | Émirats arabes unis | 32  | 121 | Italie              |  |
| 9 août  | Italie              | 51  | 58  | Porto Rico          |  |
| 9 août  | Espagne             | 138 | 27  | Émirats arabes unis |  |
| 11 août | Italie              | 64  | 50  | Espagne             |  |
| 11 août | Porto Rico          | 110 | 53  | Émirats arabes unis |  |

### Groupe D
| Groupe D |           |     |   |   |     |     |      |
|          | Équipe    | Pts | G | P | PP  | PC  | Diff |
| 1        | Serbie    | 6   | 3 | 0 | 221 | 188 | +33  |
| 2        | Argentine | 5   | 2 | 1 | 206 | 169 | +37  |
| 3        | Chine     | 4   | 1 | 2 | 222 | 213 | +9   |
| 4        | Égypte    | 3   | 0 | 3 | 160 | 239 | -79  |

| 8 août  | Serbie    | 80 | 68 | Chine     |  |
| 8 août  | Argentine | 74 | 39 | Égypte    |  |
| 9 août  | Égypte    | 63 | 81 | Serbie    |  |
| 9 août  | Chine     | 70 | 75 | Argentine |  |
| 11 août | Chine     | 84 | 56 | Égypte    |  |
| 11 août | Argentine | 57 | 60 | Serbie    |  |

## Tableau final
|  | Huitièmes de finale       | Huitièmes de finale              |            |                                  | Quarts de finale                 | Quarts de finale                 |    |  | Demi-finales                     | Demi-finales                     |  |  | Finale                           | Finale                           |
|  | Huitièmes de finale       | Huitièmes de finale              |            |                                  | Quarts de finale                 | Quarts de finale                 |    |  | Demi-finales                     | Demi-finales                     |  |  | Finale                           | Finale                           |
|  |                           |                                  |            |                                  |                                  |                                  |    |  |                                  |                                  |  |  |                                  |                                  |
|  | 12 août à l'Al-Ahli Arena | 12 août à l'Al-Ahli Arena        |            |                                  | 14 août au Hamdan Sports Complex | 14 août au Hamdan Sports Complex |    |  | 15 août au Hamdan Sports Complex | 15 août au Hamdan Sports Complex |  |  | 16 août au Hamdan Sports Complex | 16 août au Hamdan Sports Complex |
|  | 12 août à l'Al-Ahli Arena | 12 août à l'Al-Ahli Arena        |            |                                  | 14 août au Hamdan Sports Complex | 14 août au Hamdan Sports Complex |    |  | 15 août au Hamdan Sports Complex | 15 août au Hamdan Sports Complex |  |  | 16 août au Hamdan Sports Complex | 16 août au Hamdan Sports Complex |
|  | États-Unis                | 122                              |            |                                  | 14 août au Hamdan Sports Complex | 14 août au Hamdan Sports Complex |    |  | 15 août au Hamdan Sports Complex | 15 août au Hamdan Sports Complex |  |  | 16 août au Hamdan Sports Complex | 16 août au Hamdan Sports Complex |
|  | États-Unis                | 122                              |            |                                  | 14 août au Hamdan Sports Complex | 14 août au Hamdan Sports Complex |    |  | 15 août au Hamdan Sports Complex | 15 août au Hamdan Sports Complex |  |  | 16 août au Hamdan Sports Complex | 16 août au Hamdan Sports Complex |
|  | Japon                     | 38                               |            |                                  | 14 août au Hamdan Sports Complex | 14 août au Hamdan Sports Complex |    |  | 15 août au Hamdan Sports Complex | 15 août au Hamdan Sports Complex |  |  | 16 août au Hamdan Sports Complex | 16 août au Hamdan Sports Complex |
|  | Japon                     | 38                               | États-Unis | 113                              |                                  |                                  |    |  | 15 août au Hamdan Sports Complex | 15 août au Hamdan Sports Complex |  |  | 16 août au Hamdan Sports Complex | 16 août au Hamdan Sports Complex |
|  | 12 août à l'Al-Ahli Arena |                                  | États-Unis | 113                              |                                  |                                  |    |  | 15 août au Hamdan Sports Complex | 15 août au Hamdan Sports Complex |  |  | 16 août au Hamdan Sports Complex | 16 août au Hamdan Sports Complex |
|  |                           | Chine                            | 71         |                                  |                                  |                                  |    |  | 15 août au Hamdan Sports Complex | 15 août au Hamdan Sports Complex |  |  | 16 août au Hamdan Sports Complex | 16 août au Hamdan Sports Complex |
|  | Italie                    | Chine                            | 71         | 67                               |                                  |                                  |    |  | 15 août au Hamdan Sports Complex | 15 août au Hamdan Sports Complex |  |  | 16 août au Hamdan Sports Complex | 16 août au Hamdan Sports Complex |
|  | Italie                    | 14 août au Hamdan Sports Complex |            | 67                               |                                  |                                  |    |  | 15 août au Hamdan Sports Complex | 15 août au Hamdan Sports Complex |  |  | 16 août au Hamdan Sports Complex | 16 août au Hamdan Sports Complex |
|  | Chine                     | 79                               |            |                                  |                                  |                                  |    |  | 15 août au Hamdan Sports Complex | 15 août au Hamdan Sports Complex |  |  | 16 août au Hamdan Sports Complex | 16 août au Hamdan Sports Complex |
|  | Chine                     | 79                               | États-Unis | 89                               |                                  |                                  |    |  |                                  |                                  |  |  | 16 août au Hamdan Sports Complex | 16 août au Hamdan Sports Complex |
|  | 12 août à l'Al-Wasl Arena |                                  | États-Unis | 89                               |                                  |                                  |    |  |                                  |                                  |  |  | 16 août au Hamdan Sports Complex | 16 août au Hamdan Sports Complex |
|  |                           | Serbie                           | 68         |                                  |                                  |                                  |    |  |                                  |                                  |  |  | 16 août au Hamdan Sports Complex | 16 août au Hamdan Sports Complex |
|  | Angola                    | Serbie                           | 68         | 59                               |                                  |                                  |    |  |                                  |                                  |  |  | 16 août au Hamdan Sports Complex | 16 août au Hamdan Sports Complex |
|  | Angola                    | 15 août au Hamdan Sports Complex |            | 59                               |                                  |                                  |    |  |                                  |                                  |  |  | 16 août au Hamdan Sports Complex | 16 août au Hamdan Sports Complex |
|  | Canada                    | 106                              |            |                                  |                                  |                                  |    |  |                                  |                                  |  |  | 16 août au Hamdan Sports Complex | 16 août au Hamdan Sports Complex |
|  | Canada                    | 106                              | Canada     | 64                               |                                  |                                  |    |  |                                  |                                  |  |  | 16 août au Hamdan Sports Complex | 16 août au Hamdan Sports Complex |
|  | 12 août à l'Al-Wasl Arena |                                  | Canada     | 64                               |                                  |                                  |    |  |                                  |                                  |  |  | 16 août au Hamdan Sports Complex | 16 août au Hamdan Sports Complex |
|  |                           | Serbie                           | 71         |                                  |                                  |                                  |    |  |                                  |                                  |  |  | 16 août au Hamdan Sports Complex | 16 août au Hamdan Sports Complex |
|  | Émirats arabes unis       | Serbie                           | 71         | 31                               |                                  |                                  |    |  |                                  |                                  |  |  | 16 août au Hamdan Sports Complex | 16 août au Hamdan Sports Complex |
|  | Émirats arabes unis       | 14 août au Hamdan Sports Complex |            | 31                               |                                  |                                  |    |  |                                  |                                  |  |  | 16 août au Hamdan Sports Complex | 16 août au Hamdan Sports Complex |
|  | Serbie                    | 116                              |            |                                  |                                  |                                  |    |  |                                  |                                  |  |  | 16 août au Hamdan Sports Complex | 16 août au Hamdan Sports Complex |
|  | Serbie                    | 116                              | États-Unis | 99                               |                                  |                                  |    |  |                                  |                                  |  |  |                                  |                                  |
|  | 12 août à l'Al-Ahli Arena |                                  | États-Unis | 99                               |                                  |                                  |    |  |                                  |                                  |  |  |                                  |                                  |
|  |                           | Australie                        | 92         |                                  |                                  |                                  |    |  |                                  |                                  |  |  |                                  |                                  |
|  | Grèce                     | Australie                        | 92         | 76                               |                                  |                                  |    |  |                                  |                                  |  |  |                                  |                                  |
|  | Grèce                     |                                  |            | 76                               |                                  |                                  |    |  |                                  |                                  |  |  |                                  |                                  |
|  | Australie                 | 84                               |            |                                  |                                  |                                  |    |  |                                  |                                  |  |  |                                  |                                  |
|  | Australie                 | 84                               | Australie  | 76                               |                                  |                                  |    |  |                                  |                                  |  |  |                                  |                                  |
|  | 12 août à l'Al-Ahli Arena |                                  | Australie  | 76                               |                                  |                                  |    |  |                                  |                                  |  |  |                                  |                                  |
|  |                           | Porto Rico                       | 52         |                                  |                                  |                                  |    |  |                                  |                                  |  |  |                                  |                                  |
|  | Porto Rico                | Porto Rico                       | 52         | 86                               |                                  |                                  |    |  |                                  |                                  |  |  |                                  |                                  |
|  | Porto Rico                | 14 août au Hamdan Sports Complex |            | 86                               |                                  |                                  |    |  |                                  |                                  |  |  |                                  |                                  |
|  | Égypte                    | 79                               |            |                                  |                                  |                                  |    |  |                                  |                                  |  |  |                                  |                                  |
|  | Égypte                    | 79                               | Australie  | 80                               |                                  |                                  |    |  |                                  |                                  |  |  |                                  |                                  |
|  | 12 août à l'Al-Wasl Arena |                                  | Australie  | 80                               |                                  |                                  |    |  |                                  |                                  |  |  |                                  |                                  |
|  |                           | Espagne                          | 74         |                                  |                                  |                                  |    |  |                                  |                                  |  |  |                                  |                                  |
|  | Philippines               | Espagne                          | 74         | 57                               |                                  |                                  |    |  |                                  |                                  |  |  |                                  |                                  |
|  | Philippines               |                                  |            | 57                               |                                  |                                  |    |  |                                  |                                  |  |  |                                  |                                  |
|  | France                    | 86                               |            | Match pour la 3e place           | Match pour la 3e place           |                                  |    |  |                                  |                                  |  |  |                                  |                                  |
|  | France                    | 86                               | France     | Match pour la 3e place           | Match pour la 3e place           | 67                               |    |  |                                  |                                  |  |  |                                  |                                  |
|  | 12 août à l'Al-Wasl Arena | 12 août à l'Al-Wasl Arena        | France     | 16 août au Hamdan Sports Complex | 16 août au Hamdan Sports Complex | 67                               |    |  |                                  |                                  |  |  |                                  |                                  |
|  | 12 août à l'Al-Wasl Arena | 12 août à l'Al-Wasl Arena        |            | 16 août au Hamdan Sports Complex | 16 août au Hamdan Sports Complex | Espagne                          | 71 |  |                                  |                                  |  |  |                                  |                                  |
|  | Espagne                   | 64                               | Serbie     | 62                               |                                  | Espagne                          | 71 |  |                                  |                                  |  |  |                                  |                                  |
|  | Espagne                   | 64                               | Serbie     | 62                               |                                  |                                  |    |  |                                  |                                  |  |  |                                  |                                  |
|  | Argentine                 | 57                               |            | Espagne                          | 59                               |                                  |    |  |                                  |                                  |  |  |                                  |                                  |
|  | Argentine                 | 57                               |            | Espagne                          | 59                               |                                  |    |  |                                  |                                  |  |  |                                  |                                  |

## Matchs de classement

### 5eà8eplace
Les quatre perdants des quarts de finale se retrouvent pour un tournoi à quatre sous forme de demi-finales et finales.
|  | Tour de classement 5e - 8e       | Tour de classement 5e - 8e       |                        |    | Match pour la 5e place           | Match pour la 5e place           |
|  | Tour de classement 5e - 8e       | Tour de classement 5e - 8e       |                        |    | Match pour la 5e place           | Match pour la 5e place           |
|  |                                  |                                  |                        |    |                                  |                                  |
|  | 15 août au Hamdan Sports Complex | 15 août au Hamdan Sports Complex |                        |    | 16 août au Hamdan Sports Complex | 16 août au Hamdan Sports Complex |
|  | 15 août au Hamdan Sports Complex | 15 août au Hamdan Sports Complex |                        |    | 16 août au Hamdan Sports Complex | 16 août au Hamdan Sports Complex |
|  | Chine                            | 81                               |                        |    | 16 août au Hamdan Sports Complex | 16 août au Hamdan Sports Complex |
|  | Chine                            | 81                               |                        |    | 16 août au Hamdan Sports Complex | 16 août au Hamdan Sports Complex |
|  | Canada                           | 92                               |                        |    | 16 août au Hamdan Sports Complex | 16 août au Hamdan Sports Complex |
|  | Canada                           | 92                               | Canada                 | 63 |                                  |                                  |
|  | 15 août au Hamdan Sports Complex |                                  | Canada                 | 63 |                                  |                                  |
|  |                                  | Porto Rico                       | 65                     |    |                                  |                                  |
|  | Porto Rico                       | Porto Rico                       | 65                     | 70 |                                  |                                  |
|  | Porto Rico                       |                                  |                        | 70 |                                  |                                  |
|  | France                           | 63                               |                        |    |                                  |                                  |
|  | France                           | 63                               | Match pour la 7e place |    |                                  |                                  |
|  |                                  |                                  |                        |    |                                  |                                  |
|  | 16 août au Hamdan Sports Complex |                                  |                        |    |                                  |                                  |
|  |                                  |                                  |                        |    |                                  |                                  |
|  | Chine                            | 87                               |                        |    |                                  |                                  |
|  | Chine                            | 87                               |                        |    |                                  |                                  |
|  | France                           | 79                               |                        |    |                                  |                                  |
|  | France                           | 79                               |                        |    |                                  |                                  |

### 9eà16eplace
Les pays éliminés à l'issue des huitièmes de finale se retrouvent pour un tournoi à huit sous forme de matchs couperets. Les équipes éliminées dès les quarts de finale de ce tableau disputent les places 13 à 16 sous forme de demi-finales et finales.

#### 9eà12e
|  | Tour de classement 9e - 16e | Tour de classement 9e - 16e |                           |                           | Tour de classement 9e - 12e | Tour de classement 9e - 12e |    |  | Match pour la 9e place    | Match pour la 9e place    |
|  | Tour de classement 9e - 16e | Tour de classement 9e - 16e |                           |                           | Tour de classement 9e - 12e | Tour de classement 9e - 12e |    |  | Match pour la 9e place    | Match pour la 9e place    |
|  |                             |                             |                           |                           |                             |                             |    |  |                           |                           |
|  | 14 août à l'Al-Wasl Arena   | 14 août à l'Al-Wasl Arena   |                           |                           | 15 août à l'Al-Wasl Arena   | 15 août à l'Al-Wasl Arena   |    |  | 16 août à l'Al-Wasl Arena | 16 août à l'Al-Wasl Arena |
|  | 14 août à l'Al-Wasl Arena   | 14 août à l'Al-Wasl Arena   |                           |                           | 15 août à l'Al-Wasl Arena   | 15 août à l'Al-Wasl Arena   |    |  | 16 août à l'Al-Wasl Arena | 16 août à l'Al-Wasl Arena |
|  | Japon                       | 56                          |                           |                           | 15 août à l'Al-Wasl Arena   | 15 août à l'Al-Wasl Arena   |    |  | 16 août à l'Al-Wasl Arena | 16 août à l'Al-Wasl Arena |
|  | Japon                       | 56                          |                           |                           | 15 août à l'Al-Wasl Arena   | 15 août à l'Al-Wasl Arena   |    |  | 16 août à l'Al-Wasl Arena | 16 août à l'Al-Wasl Arena |
|  | Italie                      | 83                          |                           |                           | 15 août à l'Al-Wasl Arena   | 15 août à l'Al-Wasl Arena   |    |  | 16 août à l'Al-Wasl Arena | 16 août à l'Al-Wasl Arena |
|  | Italie                      | 83                          | Italie                    | 77                        |                             |                             |    |  | 16 août à l'Al-Wasl Arena | 16 août à l'Al-Wasl Arena |
|  | 14 août à l'Al-Wasl Arena   |                             | Italie                    | 77                        |                             |                             |    |  | 16 août à l'Al-Wasl Arena | 16 août à l'Al-Wasl Arena |
|  |                             | Angola                      | 71                        |                           |                             |                             |    |  | 16 août à l'Al-Wasl Arena | 16 août à l'Al-Wasl Arena |
|  | Angola                      | Angola                      | 71                        | 89                        |                             |                             |    |  | 16 août à l'Al-Wasl Arena | 16 août à l'Al-Wasl Arena |
|  | Angola                      |                             |                           | 89                        |                             |                             |    |  | 16 août à l'Al-Wasl Arena | 16 août à l'Al-Wasl Arena |
|  | Émirats arabes unis         | 47                          |                           |                           |                             |                             |    |  | 16 août à l'Al-Wasl Arena | 16 août à l'Al-Wasl Arena |
|  | Émirats arabes unis         | 47                          | Italie                    | 66                        |                             |                             |    |  |                           |                           |
|  | 14 août à l'Al-Wasl Arena   |                             | Italie                    | 66                        |                             |                             |    |  |                           |                           |
|  |                             | Argentine                   | 62                        |                           |                             |                             |    |  |                           |                           |
|  | Grèce                       | Argentine                   | 62                        | 67                        |                             |                             |    |  |                           |                           |
|  | Grèce                       | 15 août à l'Al-Wasl Arena   |                           | 67                        |                             |                             |    |  |                           |                           |
|  | Égypte                      | 50                          |                           |                           |                             |                             |    |  |                           |                           |
|  | Égypte                      | 50                          | Grèce                     | 54                        |                             |                             |    |  |                           |                           |
|  | 14 août à l'Al-Wasl Arena   | 14 août à l'Al-Wasl Arena   | Grèce                     | 54                        | Match pour la 11e place     | Match pour la 11e place     |    |  |                           |                           |
|  | 14 août à l'Al-Wasl Arena   | 14 août à l'Al-Wasl Arena   |                           | Argentine                 | Match pour la 11e place     | Match pour la 11e place     | 65 |  |                           |                           |
|  | Philippines                 | 71                          | 16 août à l'Al-Wasl Arena | 16 août à l'Al-Wasl Arena |                             |                             | 65 |  |                           |                           |
|  | Philippines                 | 71                          | 16 août à l'Al-Wasl Arena | 16 août à l'Al-Wasl Arena |                             |                             |    |  |                           |                           |
|  | Argentine                   | 84                          |                           | Angola                    | 59                          |                             |    |  |                           |                           |
|  | Argentine                   | 84                          |                           | Angola                    | 59                          |                             |    |  |                           |                           |
|  |                             |                             |                           |                           |                             |                             |    |  | Grèce                     | 51                        |
|  |                             |                             |                           |                           |                             |                             |    |  | Grèce                     | 51                        |

#### 13eà16eplace
|  | Tour de classement 13e - 16e | Tour de classement 13e - 16e |                         |    | Match pour la 13e place   | Match pour la 13e place   |
|  | Tour de classement 13e - 16e | Tour de classement 13e - 16e |                         |    | Match pour la 13e place   | Match pour la 13e place   |
|  |                              |                              |                         |    |                           |                           |
|  | 15 août à l'Al-Wasl Arena    | 15 août à l'Al-Wasl Arena    |                         |    | 16 août à l'Al-Wasl Arena | 16 août à l'Al-Wasl Arena |
|  | 15 août à l'Al-Wasl Arena    | 15 août à l'Al-Wasl Arena    |                         |    | 16 août à l'Al-Wasl Arena | 16 août à l'Al-Wasl Arena |
|  | Japon                        | 91                           |                         |    | 16 août à l'Al-Wasl Arena | 16 août à l'Al-Wasl Arena |
|  | Japon                        | 91                           |                         |    | 16 août à l'Al-Wasl Arena | 16 août à l'Al-Wasl Arena |
|  | Émirats arabes unis          | 49                           |                         |    | 16 août à l'Al-Wasl Arena | 16 août à l'Al-Wasl Arena |
|  | Émirats arabes unis          | 49                           | Japon                   | 53 |                           |                           |
|  | 15 août à l'Al-Wasl Arena    |                              | Japon                   | 53 |                           |                           |
|  |                              | Égypte                       | 68                      |    |                           |                           |
|  | Égypte                       | Égypte                       | 68                      | 92 |                           |                           |
|  | Égypte                       |                              |                         | 92 |                           |                           |
|  | Philippines                  | 67                           |                         |    |                           |                           |
|  | Philippines                  | 67                           | Match pour la 15e place |    |                           |                           |
|  |                              |                              |                         |    |                           |                           |
|  | 16 août à l'Al-Wasl Arena    |                              |                         |    |                           |                           |
|  |                              |                              |                         |    |                           |                           |
|  | Émirats arabes unis          | 51                           |                         |    |                           |                           |
|  | Émirats arabes unis          | 51                           |                         |    |                           |                           |
|  | Philippines                  | 115                          |                         |    |                           |                           |
|  | Philippines                  | 115                          |                         |    |                           |                           |

## Classement final
| Place                | Équipe              | Vict.-Déf. |           |
| Vainqueur            | Vainqueur           | Vainqueur  | Vainqueur |
| -------------------- | ------------------- | ---------- | --------- |
| 1                    | États-Unis          | 7 - 0      |           |
| Échec en finale      |                     |            |           |
| 2                    | Australie           | 5 - 2      |           |
| Échec en ½ finale    |                     |            |           |
| 3                    | Serbie              | 6 - 1      |           |
| 4                    | Espagne             | 3 - 4      |           |
| Échec en ¼ de finale |                     |            |           |
| 5                    | Porto Rico          | 6 - 1      |           |
| 6                    | Canada              | 4 - 3      |           |
| 7                    | Chine               | 3 - 4      |           |
| 8                    | France              | 3 - 4      |           |
| Échec en ⅛ de finale |                     |            |           |
| 9                    | Italie              | 5 - 2      |           |
| 10                   | Argentine           | 4 - 3      |           |
| 11                   | Angola              | 3 - 4      |           |
| 12                   | Grèce               | 3 - 4      |           |
| 13                   | Égypte              | 2 - 5      |           |
| 14                   | Japon               | 1 - 6      |           |
| 15                   | Philippines         | 1 - 6      |           |
| 16                   | Émirats arabes unis | 0 - 7      |           |

## Leaders statistiques
| Catégorie                  | Joueur        | Pays       | Statistiques |
| -------------------------- | ------------- | ---------- | ------------ |
| Points par match           | Rui Hachimura | Japon      | 22,6         |
| Rebonds par match          | Arnaldo Toro  | Porto Rico | 13,6         |
| Passes décisives par match | Stefan Peno   | Serbie     | 3,4          |
| Interceptions par match    | Zhao Yanhao   | Chine      | 3,3          |
| Contres par match          | Ahmed Khalaf  | Égypte     | 4,9          |

## Récompenses individuelles
Les récompenses individuelles sont les suivantes :
- Meilleur joueur :  Malik Newman
- Meilleur marqueur :  Rui Hachimura
- Équipe type : 
  -  Malik Newman
  -  Diamond Stone
  -  Dejan Vasiljević
  -  Isaac Humphries
  -  Nikola Rakićević